# Evropská silnice E20
Evropská silnice E20 je evropskou silnicí 1. třídy. Začíná na letišti Shannon v Irsku a končí v Petrohradu. Celá trasa měří 1880 kilometrů. Trasa je třikrát přerušena vodní plochou. Z Dublinu do Liverpoolu a ze Stockholmu do Tallinnu lze využít trajektovou dopravu, která na svou palubu vezme auta. Mezi Hullem a Esbjergem zatím neexistuje trajektová doprava, jenž v přístavu nalodí i automobily.
Jako všechny ostatní evropské silnice ani E20 není na území Spojeného království označena. V Dánsku trasa prochází skrz most přes Velký Belt a hranici mezi Dánskem a Švédskem trasa překonává přes Öresundský most. Průjezd přes oba mosty je zpoplatněn mýtem v celkové výši přesahující 30€.
Na dálnici mezi Malmö a Göteborgem trasa kopíruje profil E6.
Pro přejezd hranice mezi Estonskem a Ruskem je nutná rezervace, tudíž čekací doby mohou být několik hodin nebo dokonce dnů.

## Trasa
- Irsko
  - Letiště Shannon – Limerick – Dublin

- Spojené království
  -  Anglie
    - Liverpool – Manchester – Bradford – Leeds – Kingston upon Hull

- Dánsko
  - Esbjerg – Kolding – Middelfart – Odense – Nyborg – most přes Velký Belt – Korsør – Køge – Køge – most přes Öresund

- Švédsko
  - most přes Öresund – Malmö – Helsingborg – Halmstad – Göteborg – Alingsås – Örebro – Eskilstuna – Stockholm

- Estonsko
  - Tallinn – Narva

- Rusko
  - Ivangorod – Petrohrad

## Galerie

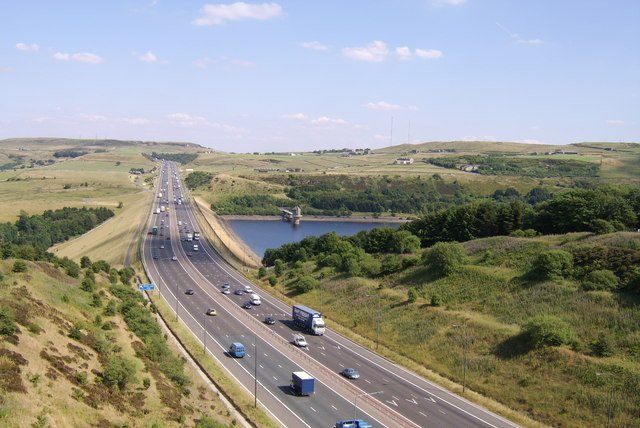
E20 v Anglii
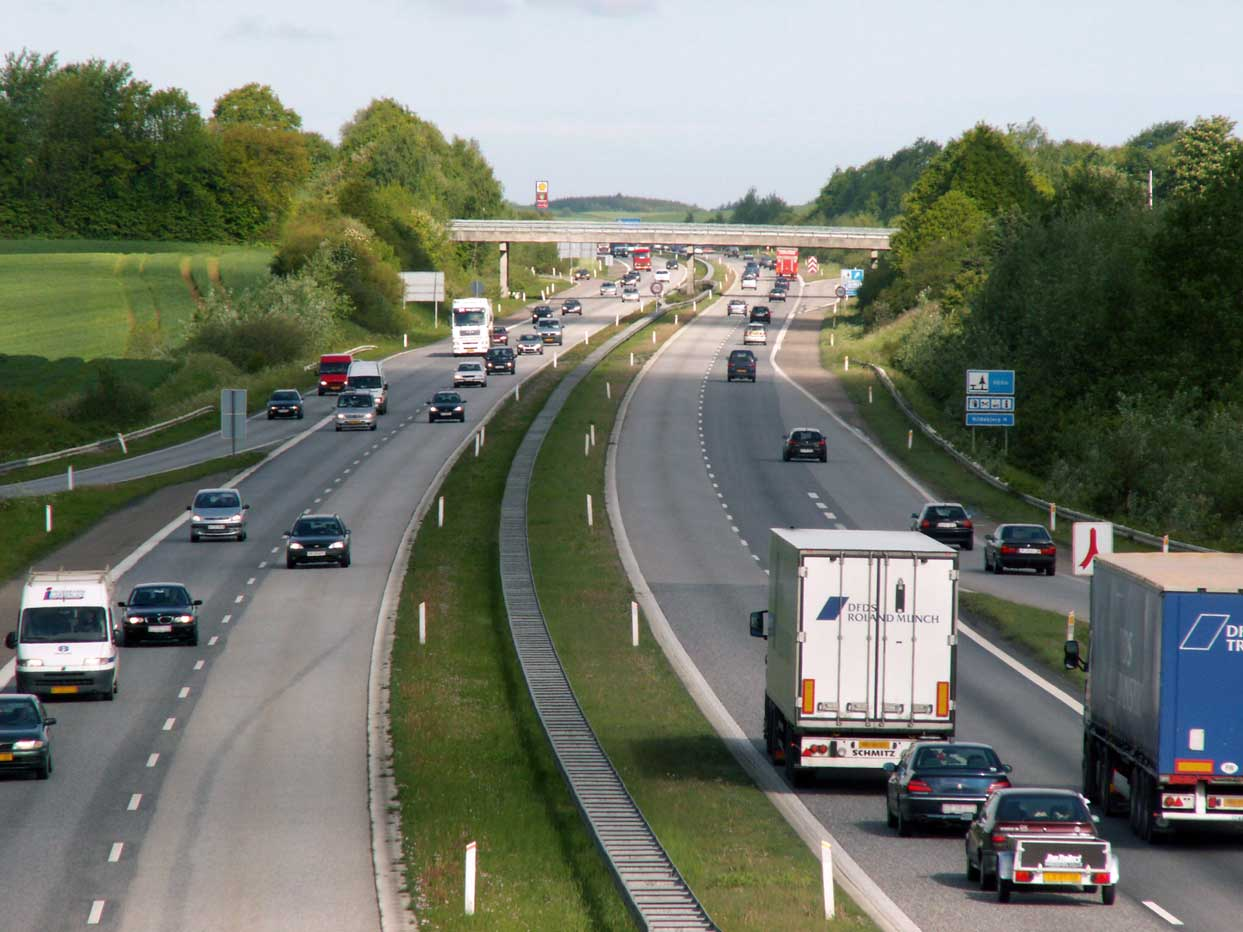
E20 poblíž Odense
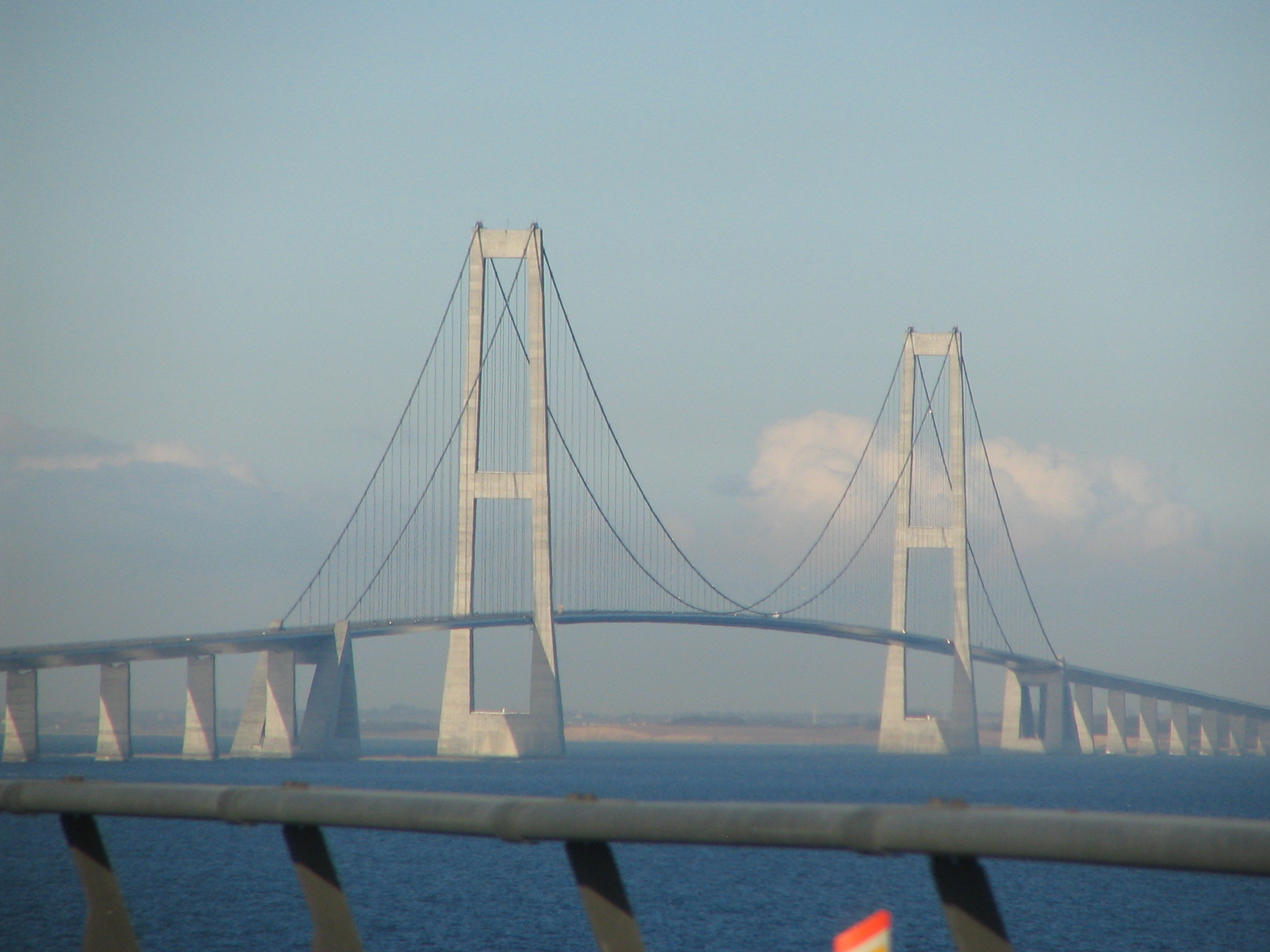
most přes Velký Belt
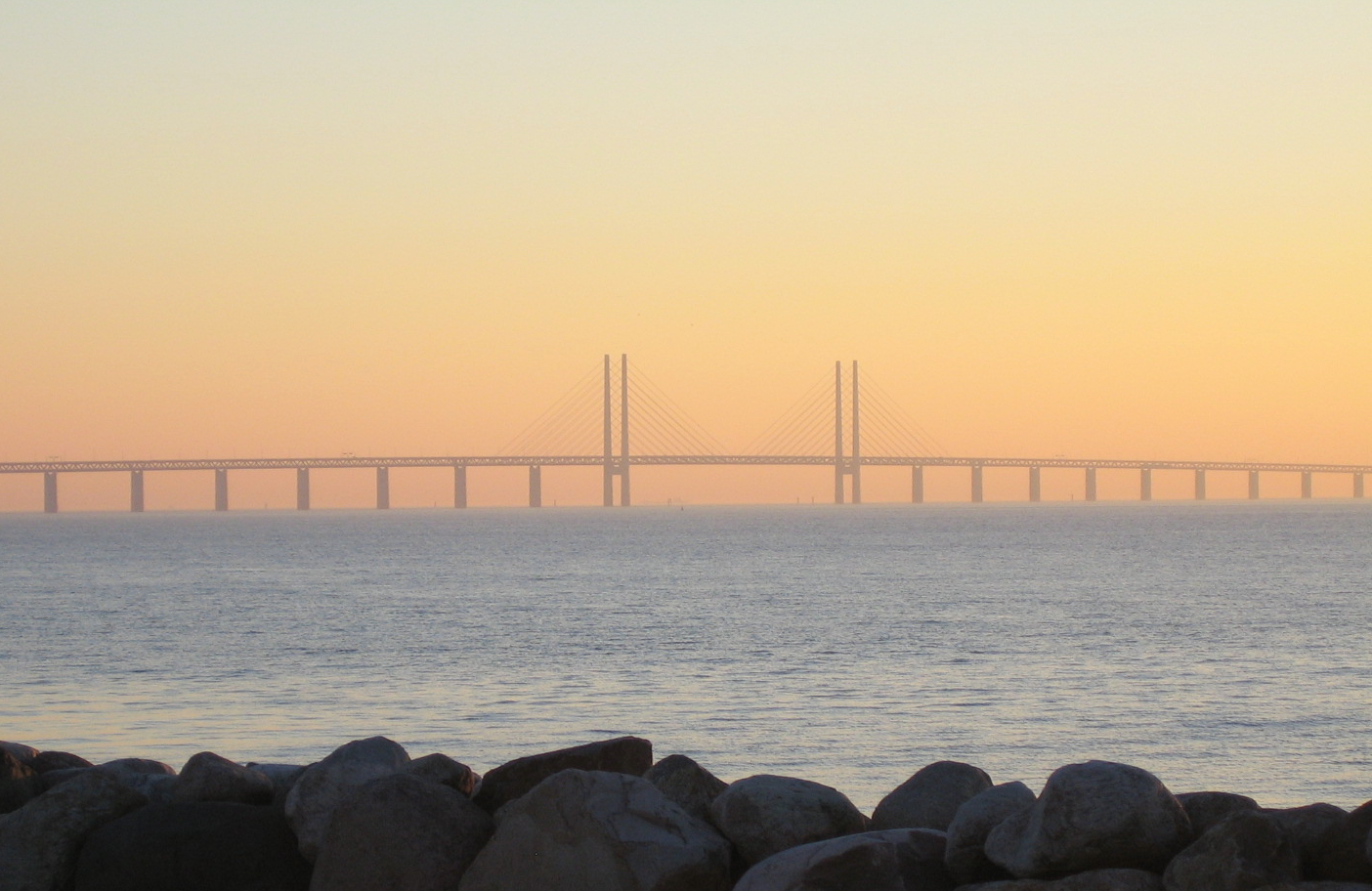
most přes Öresund
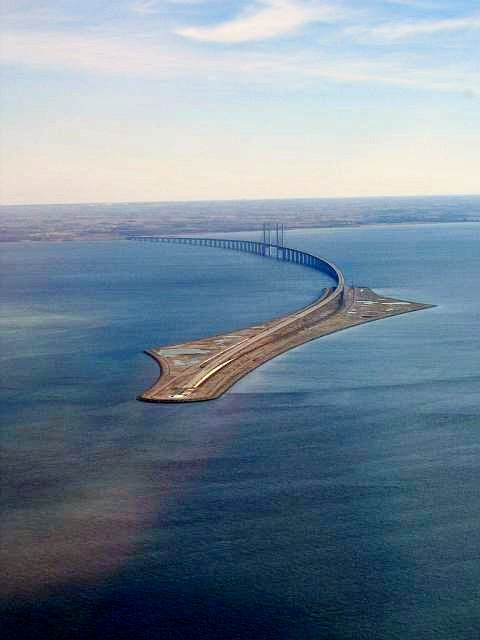
most přes Öresund
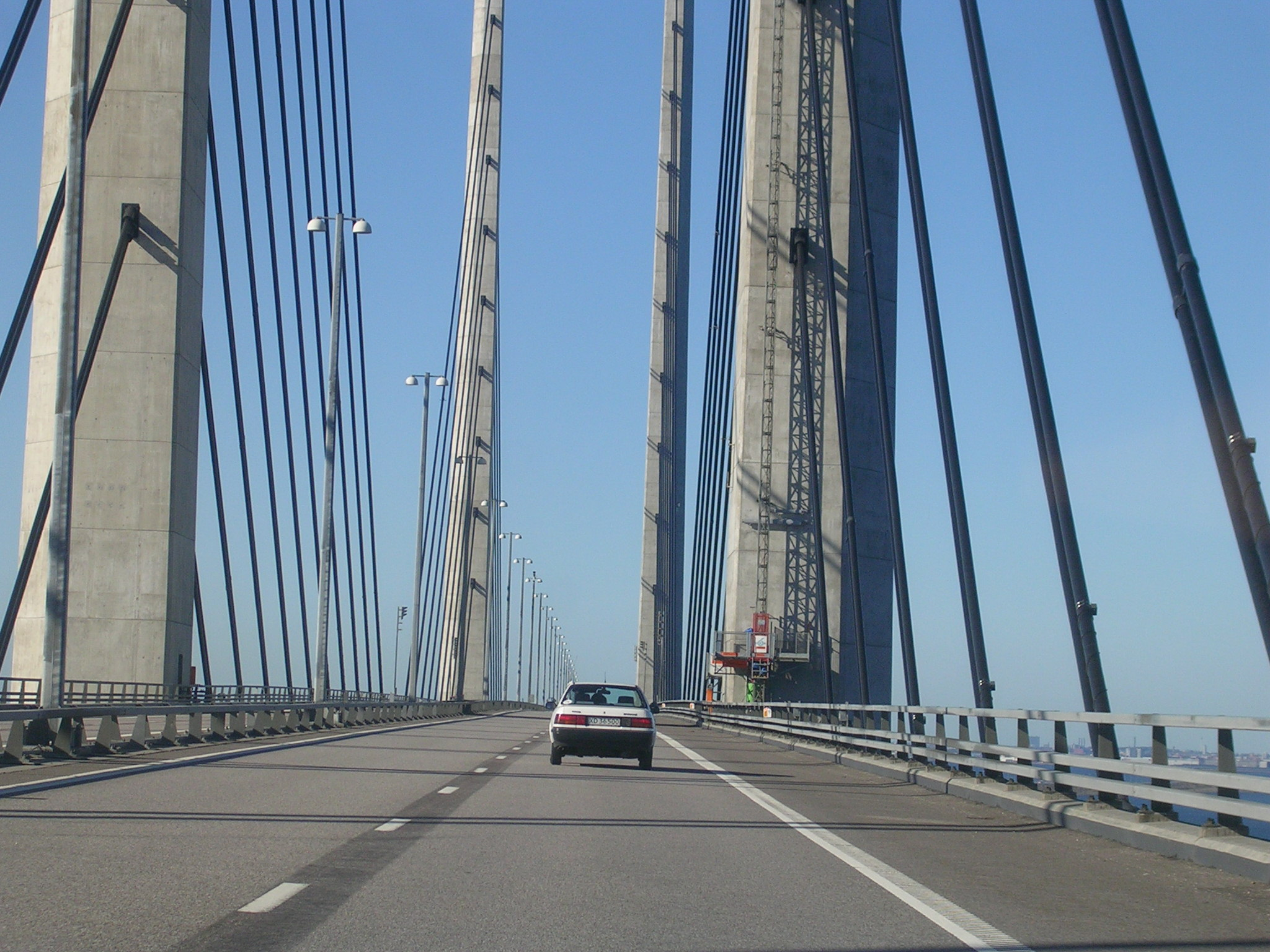
most přes Öresund
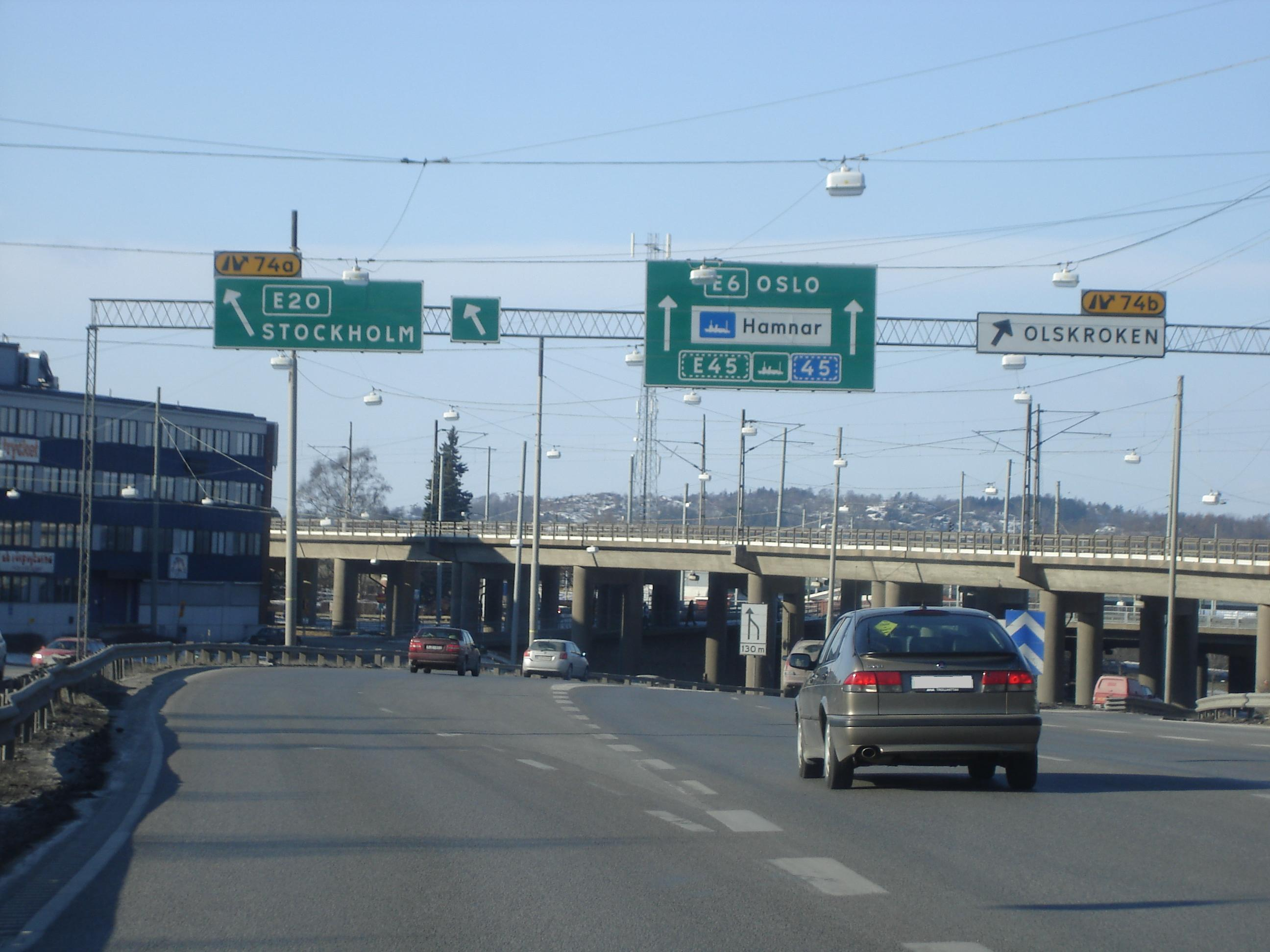
E20 v Göteborgu
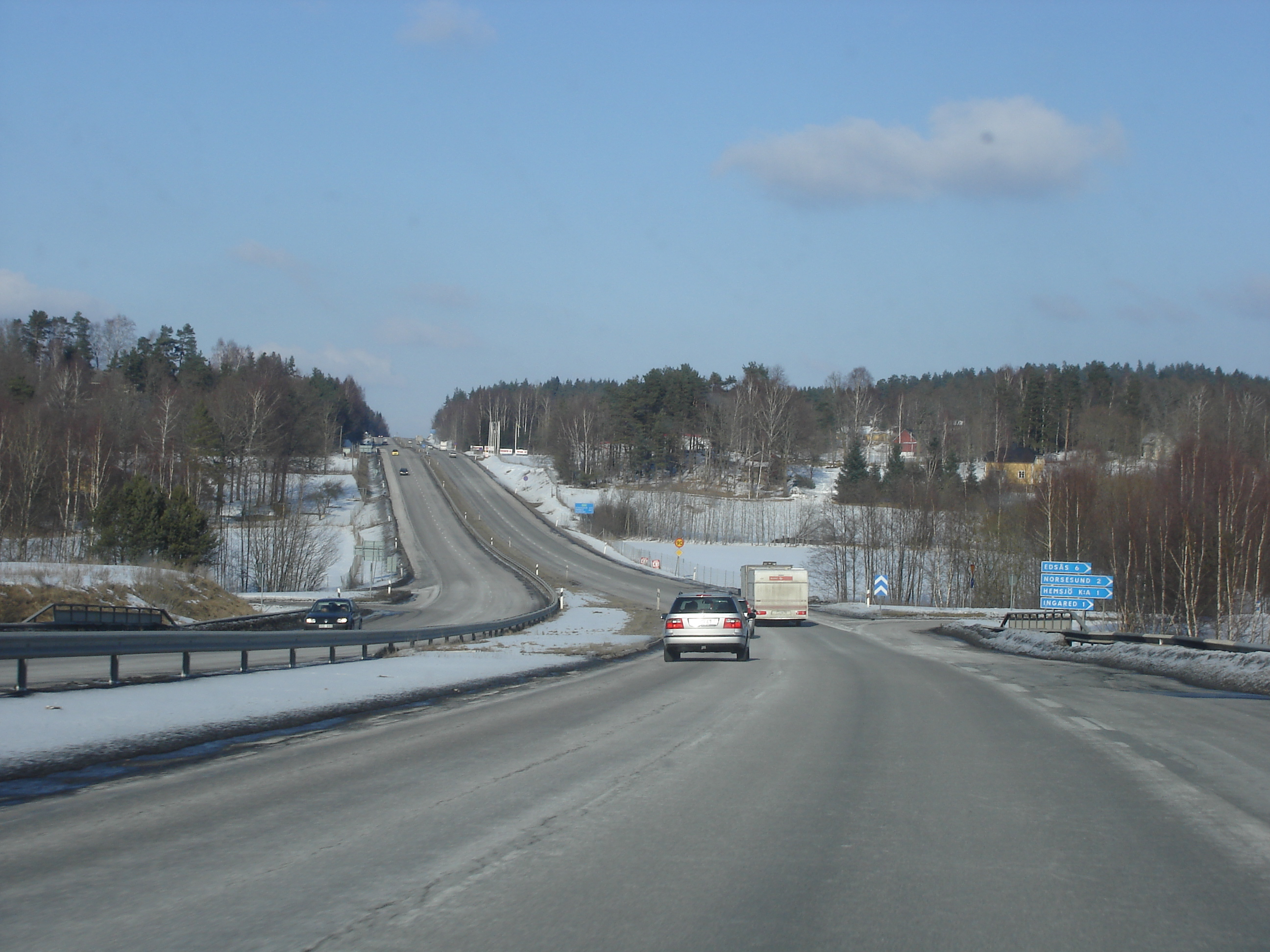
E20 ve Švédsku
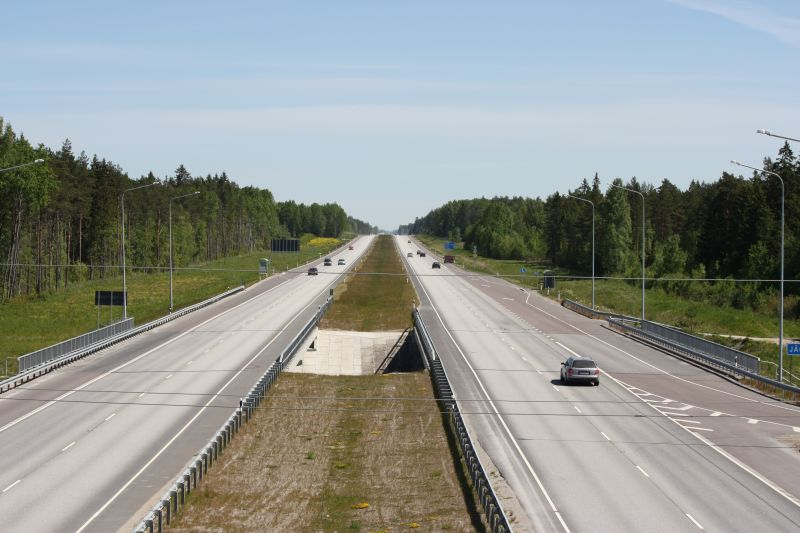
E20 v Estonsku
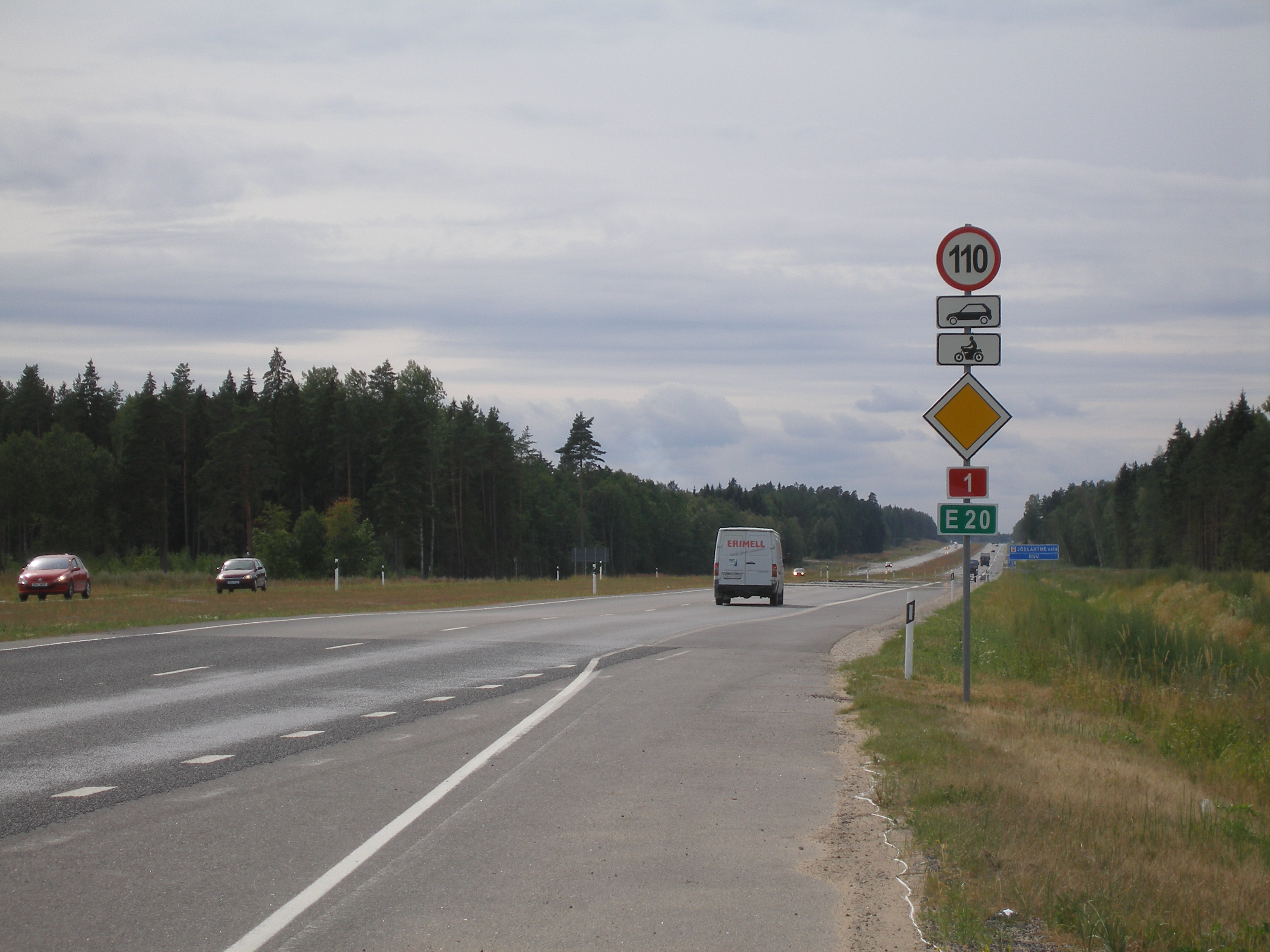
E20 v Estonsku
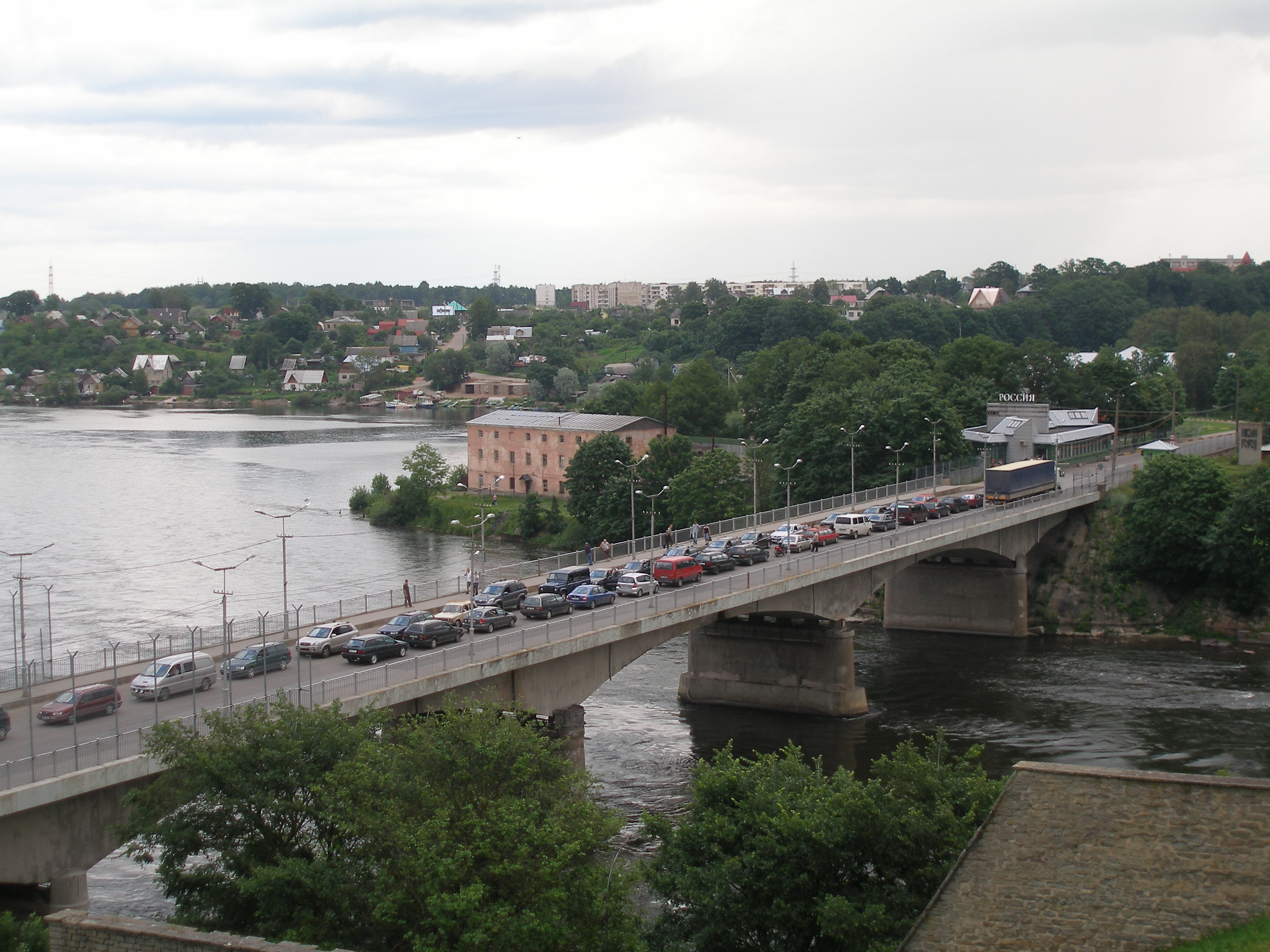
E20 na hranicích Estonska a Ruska